# Small-polyped scleractinian
Small-polyped scleractinian (SPS) は、ハードコーラル（造礁サンゴ）をポリプの大きさで分類した場合の、ポリプが小さい種類のこと。水槽飼育の文脈で使われる。対する種類は Large-polyped scleractinian (LPS) 。
SPSは、貧栄養の清浄な水、一定に保たれた水温、比較的強い水流などの環境状況への依存が大きい。飼育ではソフトコーラルよりハードコーラルが、そしてハードコーラルの中でも SPS が、環境の維持やそのための手間、装置などから、もっとも難しいとされる。
ポリプ虫が小さいミドリイシサンゴ、ハマサンゴ、コモンサンゴなどがこれにあたる。